# Lirinha
José Paes de Lira Filho, mais conhecido como Lirinha (Arcoverde, 9 de novembro de 1976), é um compositor, poeta e escritor brasileiro.

## Trajetória
Desde muito cedo frequentava rodas de recitais e “pelejas” dos cantadores e violeiros que aconteciam na fazenda de seu avô. Logo aprendeu a decorar versos e fazer rimas e, com apenas doze anos, foi convidado por Ivanildo Vila Nova e Ésio Rafael para declamar poesias no Teatro de Santa Isabel, o teatro mais tradicional de Pernambuco, no 4º. Congresso de Cantadores do Recife. Sua desenvoltura neste evento foi alvo de matéria do Diário de Pernambuco.
Sempre transitando no universo da literatura, música e teatro, além de participar da banda Cordel do Fogo Encantado, atuou em peças de teatro e filmes, e assinou trilhas sonoras para espetáculos e filmes.
Em 1997, José Paes de Lira se uniu com os conterrâneos Noé Lira, Alberoni Padilha e Pastor no projeto Cordel do Fogo Encantado, inspirado nas obras de cantadores e declamadores.
Em 1998, amadureceu o projeto teatral Cordel do Fogo Encantado, adicionando outros elementos da cultura popular local, resultado de uma pesquisa sobre manifestações do coco de roda e do reizado, saudando músicas do mestre Lula Calixto (samba de coco),  mestre Horácio (reisado das caraíbas), padrinho Batista (banda de pífanos) ainda em formato teatral com 40 minutos de declamações e apenas 30 minutos de música. O espetáculo foi sucesso de público e percorreu o interior do estado de Pernambuco. Com direção de Miro Carvalho, cenário e luz de Roberto Baby, e  no elenco José Paes de Lira, Clayton Barros, François Gomes, Alberone Padilha e Lúcio Flávio (DJ Coby).
Em Recife, no carnaval de 1999, o grupo se apresentou no Festival Rec-Beat, e o que era apenas uma peça teatral ganhou contornos de um espetáculo musical. Assim começou a trajetória da banda Cordel do Fogo Encantado, onde José Paes de Lira atua como vocalista, percussionista e compositor, juntamente com o violonista Clayton Barros. Ao grupo se uniram os percussionistas Emerson Calado, Nêgo Henrique e Rafa Almeida, ficando assim com essa formação definitiva.
Desde a sua estréia, a banda chamou a atenção de público e crítica, ultrapassou as fronteiras e ganhou visibilidade em todo país. As apresentações surpreendem a todos pela força da mistura sonora, pela presença marcante da poesia, pela forte presença cênica de seus integrantes e os requintes de um projeto de iluminação e cenário.
No fim de 2007, José Paes de Lira estreou o solo teatral de sua autoria Mercadorias e Futuro, que seguiu em turnê por todo o Brasil. Junto com a peça, lançou seu primeiro livro, Mercadorias e Futuro.
Em 2008 lançou seu segundo trabalho em literatura, a adaptação do filme infantil Garoto Cósmico, de Alê Abreu. Em fevereiro de 2010, Lirinha decidiu trilhar novos caminhos, encerrando assim as atividade do Cordel do Fogo Encantado.
Foi casado durante sete anos com a atriz Leandra Leal, de quem se separou em 2010.

## Discografia
Com a banda Cordel do Fogo Encantado:
- 2002 - Cordel do Fogo Encantado
- 2003 - O Palhaço do Circo sem Futuro
- 2005 - DVD MTV Apresenta: Cordel do Fogo Encantado
- 2006 - Transfiguração
- 2018 - Viagem ao Coração do Sol

Solo:
- 2011 - Lira
- 2015 - O Labirinto e o Desmantelo
- 2023 - MÊIKE RÁS FÂN

Participações em outros CDs
- 2004 - Lisbela e o Prisioneiro - trilha do filme de Guel Arraes, em que interpretou a canção "O amor é filme".
- 2005 - Nossa Missão, do Natiruts, no qual interpretou a música "Não chore meu amor".
- 2006 - A pessoa é para o que nasce, para o CD do filme, em que interpretou e arranjou a música "O Avião".
- 2012 - Avante, de Siba, no qual interpretou a canção "Um Verso Preso"
- 2013 - Coitadinha Bem Feito - Canções de Ângela Ro Ro, em que interpretou a música "Renúncia".

## Filmografia
- 2002 - Deus é Brasileiro
- 2006 - Árido Movie

## Teatro
- 1994 - "O gato que virou gente"- espetáculo infantil, como ator.
- 1999 - “Brasil Caboclo”, como ator e diretor.
- 2001/2002 - Leitura Dramatizada de Morte e Vida Severina, espetáculo solo onde foi ator e diretor.
- 2004/2005 - Impressões do meu Quarto de Leandra Leal e Bianca Gismonti, direção de Leandra Leal e Cláudio Volkart- Grupo8- compôs faixas para a trilha.
- 2004/2005 - Os Sertões – O Homem II- com o grupo de Teatro Oficina Uzyna Ozona, dirigido por José Celso- compôs canções para a trilha.
- 2005 - performance Metalinguagem e João Cabral de Melo Neto, onde trabalhou como ator, diretor e autor.
- 2005/2006 - Os Sertões – A Luta I - com o grupo de Teatro Oficina Uzyna Ozona, dirigido por Zé Celso- onde assina a direção musical.
- 2007/2008 - Mercadorias e Futuro - texto e atuação de José Paes de Lira, direção Leandra Leal e José Paes de Lira.

## Prêmios
- 2006 - Melhor Compositor de MPB pela APCA[2]